# Piana del Sole
Piana del Sole est une frazione de la ville de Rome, au Latium, en Italie.

## Géographie et histoire
Piana del Sole se trouve à la frontière avec la commune de Fiumicino, entre l'autoroute A12 « Autostrada Azzurra » à l'ouest, l'autoroute A91 « Roma-Fiumicino » au sud et la via della Muratella au nord-est.
Des fouilles archéologiques, dans la zone du domaine de Castel Malnome, ont permis de découvrir 300 tombes d'une nécropole romaine datant du IIe siècle apr. J.-C.. Cette zone comprend des sites datant de la préhistoire et de l'âge du fer, ainsi que de l'époque étrusque et romaine.

## Toponymie
Les rues du hameau sont dédiées à certaines communes du Piémont et à certains ingénieurs hydrauliciens.

## Infrastructures et transports
Elle est accessible depuis la gare de Fiera di Roma.